# Deep Lens Survey
Pour les articles homonymes, voir DLS.
Le Deep Lens Survey (en abrégé DLS, résumé de Deep Gravitational Lensing Survey), relevé de lentilles gravitationnelles profond, est un relevé astronomique optique multi-spectral sur 7 champs de vue de 4 degrés carrés qui s'est déroulé entre 2001 et 2006.
Il utilisait les caméras CCD Mosaic des télescopes Blanco (Cerro Tololo) et Mayall (Kitt Peak) de 4 m de diamètre du National Optical Astronomy Observatory. Il a nécessité cinq ans d'observation (2001-2006), dans les bandes U, B, V et z', jusqu'à des brillances de surface limites de 29, 29, 29 et 28 magnitudes par seconde d'arc au carré (mag/as2).
L'objectif principal du programme était de repérer des lentilles gravitationnelles faibles mais les événements optiques transitoires (dont les objets mobiles tels que les astéroïdes et les comètes) ainsi que les supernovas étaient également détectés et signalés.
Le Centre des planètes mineures le crédite de la découverte de 80 astéroïdes numérotés, effectuée entre 2000 et 2006.